# 睡眠時遊行症
睡眠時遊行症（すいみんじゆうこうしょう、英: Sleepwalking）とは、睡眠中にもかかわらず体動が出現しぼんやりと歩き回る症状。夢遊病や夢中遊行症 (somnambulism) とも呼ばれる。睡眠障害として睡眠時随伴症（パラソムニア）のひとつに分類される。
無意識の状態で起きだし、歩いたり何かをした後に再び就眠するが、その間の出来事を記憶していない状態を指す。その時間は、30秒から30分までの長さになり得る。夜驚症を合併することがある。
このような症状は睡眠前半期のノンレム睡眠時に発生することが多く寝返りとともに起こることが分かっている。小児期・学童期に多い病気である。

## 診断
鑑別疾患にはアルコールや薬物原因によるブラックアウトがあり、これらは同様に記憶喪失を引き起こしえる症状である。これらの症状では、患者は周辺環境に対し応答できるが（たとえば会話や車両運転など）、しかし本人はそれらの事象を記憶していない。アルコールによるブラックアウトは、血中アルコール濃度が0.06g/dl以上で起こり得る。文献システマティックレビューによれば、飲酒者のおおよそ50%が記憶喪失を経験しており、それによって夢中遊行類似行動や、怪我、死亡などのトラブルを経験している。
その他の鑑別疾患には、レム睡眠行動障害、錯乱覚醒
などがある。

## 原因
興奮状態のまま眠りに就いてしまうことや、精神のストレスによるものが多いとされている。また、特に原因が見当たらず慢性的で難治性の場合もある。疲れていたり、昼間に猛烈なストレスを体験した場合に多くみられる。また、ぐっすり寝込んでいる子どもを、何らかの理由で無理やり起こした場合にみられることがある。
薬物原因としては、クロルプロマジン（ソラジン）、ペルフェナジン、リチウム塩、トリアゾラム（ハルシオン）、アミトリプチリン、ゾルピデム、クエチアピン（セロクエル）と交感神経β受容体遮断薬などがある。

## 治療
経過観察とともに自然治癒するが長期化する場合には薬物療法などが行われる。
現在のところ、臨床試験において症状改善が確認された心理療法や薬物療法は存在していない。しかしながら、様々な療法が行われているのが現状である。
主な薬物療法としては現在、ベンゾジアゼピン系の薬が使われている。またストレスが原因の場合は、そのストレスの原因を断つことも必要である。なお、患者を無理に起こしたり制止しようとすると危害を加えられる恐れがあり、過去には殺害事件も起きている。そのため、危険がない限りそっとしておくか、危急の場合は警察や救急車を呼んで対処することが望ましい。
未成年者の場合は、思春期が終わるころには自然に症状は消失するといわれているため心配する必要はないが、寝入るまで安全に保護する配慮が必要である。